# 鈴木貴雄
鈴木 貴雄（すずき たかお、1985年6月13日 - ）は、日本のドラマー、ゲーム実況者、YouTuber。スリーピース・ロックバンドUNISON SQUARE GARDENのドラムスとコーラスを担当しているほか、PACAO名義でYouTubeにゲーム実況動画を投稿している。

## 人物
- UNISON SQUARE GARDEN結成前は浪人しながら複数バンドを掛け持ちして活動していたが、USG結成を機に他バンドと予備校を同時に辞めて加入した[2]。
- ESP専門学校出身という誤った情報が出回っているが、ドラムを完全に独学で習得した自称「野良ドラマー」である。[要出典]
- 好きな音楽は「ミッシェルとか、イエモンの時代のロックバンド」であり、特に黒夢のファンであることを公言している。また洋楽ではMuseのことを「世界で一番かっこいいスリーピースバンド」と評している。[要出典]
- 2014年よりSchroeder-HeadzのサポートでマレーシアのJAZZ FESTIVALに出演するなど、サポートミュージシャンとしても活動している。
- スティック回し、スティック投げ、上着やタオルなどでの目隠しをしながらの演奏、上着を投げる、立ちながら叩くなどのパフォーマンスで観客を楽しませている。

### 服作り
- UNISON SQUARE GARDENではドラマーという役割のほか、バンドのグッズ開発も手掛けていた。
- 2020年に「ストフ(STOF)」の谷田浩によるブランド「ストラマ(STORAMA)」の他業種コラボプロジェクト「SESSIONS」でコラボアイテムを販売[3]。
- 2021年に、谷口浩と共に新レーベル・パンタレイ(PANTARHEY)をスタートした[4]。
- ストフへの愛は「少しネガティブな言い方をすると99％これしか着れない」と言うほどである[5]。

## 使用機材
- 「自分の叩くバック・ビートをお客さんに視覚でも感じてほしい」という理由から、通常はバスドラムの上に置かれるタムを、通常でのフロアタムの位置にセットしていた。通常のセッティングではタムに隠れてスネアドラムを叩いている手元が見えづらいが、フロアタムの位置にセットすることでスネアを叩いている手元が見やすい。2015年頃までは一般的なワンタムセッティングだったが、2016年頃に上記の理由からスネアと同じ高さまでタムの位置が下がった後、2016年頃にその位置に移動した。しかし、2024年「Revival Tour "Catcher In The Spy"」より、通常のワンタムセッティングになる場合が登場し始め、現在は通常のワンタムセッティングとなった。ただし、やはり一般的なドラマーよりもかなり低い(スネアと同じ高さ)。
- 自分の使う楽器に制限を作りたくないという思いからエンドース契約をしていない。
- シンバルは鈴木が良いと思ったサウンドのモデルを自由に配置していくためにメーカーはバラバラ。
- シンバルワッシャーには、CYMPADのクロマティクス等を使用している。ブルー、イエロー、グリーンなどを使用している。
- スネア、タム、フロアタムは、ガムテープでのミュートや、布をクリップで止めてミュートしている。以前はムーンジェルでミュートしていた。
- バラード等では、スネアにリングミュートを使用する場合もある。
- スタンド等はA&FやDWのものを使用している。
- TOUR 2018「MODE MOOD MODE」、TOUR 2019「MODE MOOD MODE ENCORE」では、LPのボンゴ、ヴィブスラップ、サンバホイッスルを使用したドラムソロを披露した。
- 「月と天秤」では、シロフォンも担当している。

ドラムセット
- Ludwig ビスタライト (3rd アルバム頃まで)
- DW Collector's Maple (Natural to Regal Blue Fade) バスドラム 22"×16"、タム 12"×8"、フロアタム 16"×14" (4th アルバム頃〜2025年現在)
鈴木曰く「アタックとローエンド、音量に優れている。」[7]。
ライブ、レコーディング共に不動のメイン・キットとして活躍している。
バスドラムのヘッドはバンドロゴが入ったものを使用。15周年、20周年時は、周年限定のヘッドを使用していた。長らく黒色のものを使用していたが、TOUR 2025「Charisma & Princess」の初日から透明なものとなった。

スネアドラム
- Pearl ウルトラキャスト アルミ 14"x5" (2014年頃)
- Pearl リファレンス ブラス 14"×6.5" (2014年〜2016年頃)
- Slingerland ブロンズ 1970年製 14"×6" (2016年頃)
本人曰く「暖かくスカーンと上に抜ける音。ただギュッとした中域の音が弱い。」[7]。
- GOSTRAY EVO メイプル 14"×6.5" (2017年〜2019年頃)
本人曰く「メイプルらしい明るい音色で、鳴らしたいサウンドがすべて鳴ってくれる。」[6]。ヘッドはアクエリアンのテクスチャー・コーテッドを使用していた。
- DW ブラス 14"×4" (2019年頃)
- British スチール 14"×6.5 "(2024年頃)[9]
本人曰く「50台試奏して出会ったやつ。RECでも使ったけど完璧だった。スチールスネアの個人的答え。」。ヘッドはREMOを使用。コーテッドをやすりではがして使用している[10]。
- DW Collector's Series Polished Brass Snare Drum 14"×5.5" (2025年現在)

ハイハットシンバル
- Zildjian 14" new beat (2014年〜2016年頃)
- AGEAN 14" extreme (2014年〜2016年頃)
トップをAGEAN extreme、ボトムをZildjianニュービートにして使用していた[7]。
- SABIAN 14" Crescent Element (2019年〜2021年頃)
- MEINL 14" Byzance Traditional Medium (2017年〜2019年頃、2021年〜2024年頃)
- MEINL 14" Byzance Vintage Pureをトップ、MEINL 14" Byzance Mediumをボトムに使用。(2024年頃)[9]
本人自らボトムにドリルで穴を空けて、トップをハンマリングをしている。本人曰く「アタックとハイはそのままに音量を下げたかったのだけど(穴を開けることにより)完全に意図通りにハマった。ガムテで止めるとハイも消えちゃう。(ハンマリングにより)うるさ過ぎた成分がうまく取れた。」[11][12]。
- MEINL 14" Byzance Drakをトップ、MEINL 14" Byzance Traditionalをボトムに使用。(2025年現在)
本人自らボトムにドリルで穴を空けている。
ハイハットクラッチはPearlのHCL-205QRを使用。

クラッシュシンバル
- Zildjian 16" 18" A rock (2014年頃)
- Zildjian 16" 18" A Medium (2016年頃)
- AGEAN 17" 18" extreme (2016年頃)
- MEINL 16" Byzance Medium Thin (2018年頃、2025年現在)
- MEINL 20" Byzance Vintage (2018年頃)
- MEINL 16" Byzance Jazz Medium Thin (2019年頃)
- MEINL 18" Byzance Vintage Pure Trash (2024年4月4日、Revival Tour "Catcher In The Spy"〜2024年5月8日、“流星前夜 -rebirth-”で使用)[9]
穴あきのシンバル。10個の穴が空いている。
- MEINL 18" Byzance Vintage Sand Thin (2019年〜2025年現在)

ライドシンバル
- PAiSTe Signature The Paiste Line Blue Bell Ride 22 [The Police / Stewart Copeland Signature] (2014年頃)
- Zildjian 20" A ロック (2016年頃)
- MEINL 20" Byzance Traditional Medium (2018年頃)
- MEINL 21" Byzance Traditional Heavy (2019年頃〜2024年頃)
- Zildjian 1950年頃製造 A (2025年現在)

スプラッシュシンバル
- Zildjian 8" ZHT (〜2016年頃)
- Zildjian 10" A (〜2016年頃)
- MEINL 10" Classic Custom (2016年頃〜2025年現在)
2016年頃まではZildjianの8インチと10インチをセットしていたが、2016年以降はMEINLの10インチ1枚のみ。

チャイナシンバル
- PAISTE 20" the paiste (2014年頃)
- Zildjian 18" Fx Oriental China Trash (2014年〜2018年頃)
- MEINL 20" Byzance Traditional (2018年頃〜2024年頃)
- MEINL 18" Byzance Traditional (2025年現在)

タンバリン
- Pearl ホワイト (〜2012年頃)
- LP レッド (2012年〜2015年頃)
- MEINL TMT2BK ブラック (2015年頃〜2025年現在)

フットペダル
- DW 5002 TD4 (〜2019年)
真円カム。フットボードに滑り止めのシートを貼っていた。
- DW 9002 (2019年〜2024年頃)
- TAMA Speed Cobra (2025年現在)
シャフトはTAMAのMirror Rodを使用。

ビーター
- DW SM101
右足はフェルト面、左足はプラスチック面を使用していた。
- DW CB900AS (右足に逆向きで使用)(2023年頃)
- Kitano  K-BTI F3500 (左足に使用)(2024年頃)
- Low Boy Lightweight – Ukraine donation custom color – wood (右足に使用)(2024年頃)[9]
- riddim PUTSOUNDS Leather Beater BEATER (右足に使用)(2025年現在)
- TRICK DEAD BLOW BEATER (左足に使用)(2025年現在)

スティック
- PROMARK rock 747 (2014年頃)
- Pearl 9STH (2016年頃)
- LOSCABOS Shotguns (2016年頃)
チップがないモデル。左手のみに使用していた。
- PROMARK HOT RODS
「たらればわたがし」などでレコーディング、ライブ共に使用。
- LOSCABOS LCD5BH 5B ヒッコリー (2017年頃)
- LOSCABOS LCD5AH 5A ヒッコリー (〜2025年現在)
- LOSCABOS LCD7AH 7A ヒッコリー (2024年頃)[9]
スティックケースは長らくLUDWIGのLX31BOを使用。

サンプリングパッド
- Roland SPD-SX (〜2025年現在)
同期音源を再生する曲[注 1]を演奏する際に使用する。ピアノなどの同期音源を流すのに使用。叩くと同期音源が流れるようになっている。
- Roland SPD-1P (Revival Tour 2024 "Catcher In The Spy"とTOUR 2025「Charisma & Princess」で使用)[9]
曲によってタンバリン、カウベル、ウインドチャイムなどに音色・音量などを切り替え使用。

ヘッドホン
- SONY MOR-C900STE (〜2025年現在)
同期音源を再生する曲 (脚注1を参照)を演奏する際に使用するヘッドホンで、クリックが流れている。
同期音源を使用しない曲から使用する曲へと続ける際は、スタッフがヘッドホンを付け外しすることがある。

スローン
- DW
- Pearl Roadster THRONE (ショート)(2025年現在)
鈴木氏が盛り上がると投げられてしまう。

スタックシンバル
- SABIAN HH 14"＆12" Max Stax (2016年頃〜2021年)
ネジをきつく締めており、歯切れの良い機械的な音の重ねシンバル。
「アトラクションがはじまる (they call it “NO. 6”)」「サンタクロースは渋滞中」「Own Civilization (nano-mile met)」「MIDNIGHT JUNGLE」などで使用。「オトノバ中間試験」ではライブでのみ使用。
2021年にセットから外されている。

カウベル
- LP
フロアタム付近や、ハイハットの上のタンバリン付近に設置していた時期もあった。現在はセットから外されている。

## 「PACAO」名義での活動

### ゲーム実況
- 大のゲーマーであり、特に『スプラトゥーン』シリーズは全国ランキング800万人中、2000位以内にランクインするほどの腕前。2019年には友人と共にチーム「スナッ区・シジマ駅」を結成し、公式大会である「スプラトゥーン甲子園2019」に出場した（3回戦敗退）[13]。
- 2020年2月29日よりYouTubeチャンネル「PACAO」でゲーム実況者として活動開始[14]。
- YouTubeではスプラトゥーン2や、リトルナイトメア2、ピクミンデラックス3などの生配信、実況動画の公開を行っている。
- USGのドラマーとしての活動やその他音楽活動では自らを「ヒト状態」、スプラトゥーンなどゲーム関連の活動をする時は「イカ状態」と呼んで使い分けをしており、自身のTwitterのプロフィールやYouTubeチャンネルの概要欄などに度々登場する言葉である。(「イカ状態」に関しては、主にプレイしているゲームがスプラトゥーンでありイカをモチーフにした作品ということに由来している)[要出典]
- 「PACAO」名義でスプラトゥーンの大会である「PACAO CUP」を主催している[15]。